# فيرجينيا دورانت يونغ
فيرجينيا دورانت يونغ (بالإنجليزية: Virginia Durant Young)‏ هي ناشطة حق المرأة بالتصويت ‏ وكاتِبة أمريكية، ولدت في 10 مارس 1842، وتوفيت في 2 نوفمبر 1906.